# Nello Pacchietto
Nello Pacchietto (Capodistria, 1922 – Venezia, ottobre 2003) è stato un pittore italiano.

## Biografia
Si era perfezionato nell'incisione all'Accademia di Belle Arti di Venezia, città in cui svolse un'intensa e prolifica attività, per la quale fu spesso premiato, a partire dal '54, quando ricevette il 1º premio per l'Incisione dalla Fondazione Bevilacqua La Masa.
Ha iniziato a esporre negli anni cinquanta. È stato presente più volte su invito alla Quadriennale di Roma, alle Biennali dell'Incisione Italiana di Venezia, Pescia e Cittadella, all'Intergrafik di Berlino Est, all'Incisione Veneta di Praga e Bratislava. Ha esposto con successo in più di 50 mostre personali di pittura e incisione in Italia, in Europa e in altri continenti. Sue opere sono presenti nella Galleria d’Arte Moderna di Roma e di Venezia, nella Raccolta Bertarelli di Milano, nei Musei di Verona, Forlì, Vicenza e Trieste, al Museo Puskin di Mosca, all'Ermitage di San Pietroburgo e a Vienna. Attualmente due suoi lavori sono esposti alla Fine Art Gallery di New York.
Molto intensa, anche l'attività d'illustratore per volumi propri e di altri e per cartelle d'incisioni sull'Istria, il Carso, Muggia, Capodistria, Venezia e sulla Marca Trevigiana.